# 1988年ソウルオリンピック
1988年ソウルオリンピック（1988ねんソウルオリンピック）は、1988年（昭和63年）9月17日から10月2日までの16日間にわたって韓国の首都・ソウルで開催されたオリンピック競技大会。ソウル1988（Seoul 1988、서울 1988）と呼称される。初めて選手宣誓を男女が行った大会でもあった。

## 概要
第二次世界大戦後に建国された新興国では初めて開催されたオリンピックであり、1964年東京オリンピックに続きアジアにおける2度目の夏季オリンピックでもある。朝鮮戦争で荒廃し、北朝鮮との分裂国家となった韓国が経済的に復興した象徴的な出来事として捉えられた。韓国では、開催年にちなんで88（パルパル）オリンピックとも呼ばれた。開催国韓国にとっては、同年2月に16年ぶりとなる直接選挙で選ばれた盧泰愚大統領の下、韓国憲政史上最も民主的な第六共和国体制が発足したばかりであった他、オリンピック開催が民主化への大きなきっかけ（6.29民主化宣言を参照）となった。
前回のロス五輪では社会主義諸国（東側諸国）が、前々回のモスクワ五輪では自由主義諸国（西側諸国）がボイコットしたので、ソウルオリンピックは12年ぶりにアメリカとソ連の二大国が揃った白熱した試合となった。この後の東欧革命やドイツ再統一等による冷戦終結と、ソ連崩壊によってこの大会はソ連とほとんどの東側諸国にとって最後の参加となった。
モスクワ・ロサンゼルス両方をボイコットしたイランも12年ぶりに参加し、1976年のモントリオール五輪では南アフリカの参加を巡って多くのアフリカ諸国や中国も中華民国（台湾）の参加を巡ってボイコットしていたため、ほぼ全世界の国と地域が参加したオリンピックとしては、1972年ミュンヘンオリンピック以来16年ぶりとなった。
一時、分断国家である朝鮮民主主義人民共和国（北朝鮮）が共催を積極的に働きかけ、社会主義の国々もこれを支持していたが、最終的に合意に至らず、このことが大韓航空機爆破事件の遠因となった（後述）。
なお、ソウルオリンピックに参加しなかったのは、北朝鮮に加え、キューバ、アルバニア、セーシェル、エチオピア、ニカラグア、マダガスカルの7ヶ国のみである。
ソウルオリンピックの2年前には、ソウルアジア競技大会がプレ大会として開催された。

## 開催地選考
ソウルオリンピックの開催は1981年9月30日、西ドイツ（当時）のバーデン＝バーデンで開かれた第84次国際オリンピック委員会総会で決定された。オーストラリアのメルボルン、日本の名古屋市、ギリシャのアテネも開催を求めて立候補し、ソウルは当初1980年11月末の立候補締切に対し12月4日にIOC本部に申請書類が到着し郵便事情による遅延とみなして申請が承認された。当初は名古屋優勢との見方が強かったが27対52でソウルに敗れた。名古屋市の招致活動については名古屋オリンピック構想も参考のこと。この他上海、ナイロビ、サンパウロ、ロンドンも招致を検討していた。
| 都市   | 国   | 第1ラウンド |
| ソウル | 韓国 | 52          |
| 名古屋 | 日本 | 27          |

## 北朝鮮との共同開催案

### 協議まで
開催地がソウルに決定した2か月後の1981年11月27日、朝鮮民主主義人民共和国（北朝鮮）は、ニューデリーで開催されたアジア競技連盟評議会にに出席した北朝鮮代表が『個人的見解』としつつも「現時点での参加は無理だ」と、不参加の方向性を表明した。
翌1982年初頭、韓国の全斗煥大統領は南北の平和攻勢を打ち出し、その一つが「南北体育会談」であり、具体的には北の同胞の五輪参観招待などであった。同年4月、国際オリンピック委員会（IOC）のフアン・アントニオ・サマランチ会長が韓国側に「北朝鮮が参加準備をしている」と発言し、11月には（韓国の）ソウル五輪組織委員長が北朝鮮を含むIOC加盟国の招請と南北統一チーム結成を呼び掛けていることを明らかにした。
1984年3月30日、北朝鮮オリンピック委員会から大韓オリンピック委員会に対し、同年夏に開催予定のロサンゼルス五輪以降「南北統一チーム」を結成・参加する提案があった。韓国側は、過去の経緯から即答を回避した。4月2日、韓国側は前1983年10月のラングーン事件を非難しつつも、北朝鮮側の提案を検討するための「南北体育会談」開催を提案した。

### 第1回南北体育会談（1984年4月9日）
1984年4月9日、板門店の中立国監視委員会会議室において、南北それぞれのオリンピック委員会の幹部が参加した。しかし、韓国側がラングーン事件に加え、女優崔銀姫と元夫で映画監督の申相玉の拉致事件に言及したことで、南北代表間での非難応酬により次回日程も未定なまま決裂した。
韓国側の提案は次の通りだった。
1. 代表選抜試合を、ソウル・平壌で相互に開催する
2. 選手・役員団は、IOC憲章に準じて協議し決定する
3. 選手の訓練は南北の既存施設を活用し、必要があれば非武装地帯に施設を建設する
4. 経費は南北共同負担
5. 統一チーム団旗は、五輪表彰の下に英語で「KOREA」
6. 国歌に代わり、『アリラン』
7. 選手団の呼称は「KOREA」及び「大韓」

### 第2回南北体育会談（1984年4月30日）
両者の協議により、第2回会談が開催されたが、前回同様に北朝鮮側のテロ行為や韓国人拉致問題で対立し、具体的な協議は進まなかった。
その後、北朝鮮側から韓国側提案に対する対案が次の通り示された。
1. 統一チーム設置に先立ち、共同事務局を板門店に設置する
2. 5月20日までに選手選抜を終える
3. 国名の代替はハングル表記の「高麗（고려）」[注釈 3]、国旗の代替は朝鮮半島の地図、国歌の代替は『アリラン』
4. 5月3日から板門店ホットライン（英語版）の再開
5. 体育会談は7～10日ごとに開催する

### 南北の対立、体育会談中止
韓国外務部は、体育会談の前提としてラングーン事件への措置が必要であるという見解を表明。北朝鮮側は「挑発」に応じられないとし、6月に予定されていた会談は中止となった。さらに8月に至り、北朝鮮側は再開を拒否するが、10月及び11月に韓国側から再開を呼び掛けている。この間、北朝鮮は6月2日に、ロス五輪ボイコットを表明し、これを受けて韓国も単独参加を決定している。同年夏に、ロス五輪はソ連寄りの社会主義国のボイコットを受けつつ、開催された。
10月29日、韓国側は統一チーム結成を前提に、ソウル五輪の北朝鮮での一部共催について協議する旨を明らかにした。11月18日には英『オブザーバー』紙で北朝鮮側から南北共催を非公式に打診していると報じられたが、韓国側はこれを否定した。同月27日、韓国側は共催や統一チーム結成の難易度が高いことを示し、仮にIOCが共催を認めても、北朝鮮での競技実施を承認する国際競技連盟を探す必要があることから、現実的に困難であることから消極的な姿勢を示した。12月10日、平壌放送（国営放送）は、北朝鮮首相（内閣総理）の談話として、ソウル五輪及び朝鮮半島での五輪開催に反対を伝えた。
12月14日、韓国側は、分散解散の検討意思があることを表明した。しかし12月16日、北朝鮮オリンピック委員会は、在韓米軍の駐留や国家保安法により共産圏からの参加選手・役員の安全が保障されないことを理由に、サマランチIOC会長にソウル五輪反対の書簡を送った。

### 一転、北朝鮮からの共催提案
自由主義陣営に属したために社会主義諸国との国交が無かった韓国で開催されるソウル五輪でも、社会主義諸国がボイコットする可能性が懸念された。そのため、韓国と北朝鮮がオリンピックを共催すれば、社会主義諸国が参加しやすくなるとの発想が生まれた。この他、金正日の後継者体制強化のため経済を立て直す必要があり、南北の緊張緩和による軍事費削減や、イメージアップによる西側諸国からの経済援助を期待する等の国内事情が背景にあった。
1985年7月30日、北朝鮮副首相の新聞声明として、ボイコットを切り札に「ソウル五輪開催が「強行」されれば、社会主義国・非同盟諸国・第三世界諸国が不参加になることを理由に共催が賢明である」と表明した。その上で次のような提案をした。
1. 第24回オリンピックを南北共催とし、南北統一チームとして出場
2. 「朝鮮オリンピック大会」「朝鮮・平壌―ソウルオリンピック大会」等の名称
3. 競技を半数ずつ開催（23競技中、12競技を韓国、11競技を北朝鮮）
4. 開閉会式は、割り当てられた種目ごと、平壌・ソウルでそれぞれ開催

韓国側は、二つの国内オリンピック委員会にまたがる開催ができないことから、直ちに拒否の姿勢を示した。李永鎬体育相は、北朝鮮側の五輪の政治利用を目的とした態度の豹変を非難し、8月2日と22日に共催を拒否している。しかし、韓国オリンピック委員会や李源京外相は共催に含みを持たせ、北朝鮮側も競技数を減らすことに水面下で同意しつつあった。

### 共催協議の空転、決裂
1985年10月、IOCの仲裁により、ローザンヌで「第1回南北スポーツ会談」が開催されたが、南北それぞれの代表者がIOC幹部と個別会談し、最終日に三者合同討議が行われた。討議では北朝鮮側が共催を主張したのに対し、韓国側は主催権を譲らず、決裂した。翌1986年1月に、再度「第2回南北スポーツ会談」が開催されたが、進展は無かった。
1986年4月24日、IOC幹部は北朝鮮側が開催競技数を減らすことを容認していることを明らかにすると、同年5月31日に朴世直体育相が、ソウル五輪やアジア競技大会への参加を条件に、共催を認めると発言した。同年6月に、再度「第3回南北スポーツ会談」が開催され、次のような提案が行われた。
1. 卓球・アーチェリーの2種目の運営を北朝鮮が行う
2. 一部の予選（ロードレース、サッカー）を北朝鮮で行う

IOCは双方に政治決断を迫ったが、北朝鮮側は受け入れなかった。これ以降、翌夏までの南北間の交渉は、北朝鮮側の要求する競技数、種目、場所などが二転三転し、ついに合意に至ることは無かった。また、北朝鮮は1986年9～10月のソウルアジア競技大会に不参加だった。
1987年7月に、「第4回南北スポーツ会談」が行われたが、競技数・種目で合意を見ず、また北朝鮮側が「朝鮮オリンピック」の名称や、開閉会式のソウル・平壌双方での開催の主張をついに譲らなかった。そもそも、開催権を得たのはソウルであり、北朝鮮側の要求は不当そのものだったが、国際的認知度を高めたい韓国、及び、2回連続多数のボイコット国を出したIOCにとって、社会主義国を含む円滑な開催が必要であることから、北朝鮮側が最後の手段として「社会主義国のボイコット」を使えば応じざるを得なかった。
同年9月17日、IOCは開催地を「ソウル」、すなわち単独開催として加盟国各国に招請状を送り、ここに「南北共催」は否定された。ただし、サマランチ会長名の付属文書で、「分散開催」には余地を残した。

### 大韓航空機爆破事件とボイコット
前述の共催協議に際し、ソビエト連邦、ドイツ民主共和国(東独)、中華人民共和国が南北共催を支持し、中でもキューバ共和国は「韓国単独開催なら南北分断が促進される」と単独開催の場合は不参加とすることを明言していた。共催支持は、1985年11月時点で、13か国に及んだ。日本の板橋区議会（東京都）も、南北共催（及び南北の競技観覧と離散家族再会を含む）の請願を採択した。しかし、1987年11月時点では、全政権での全方位外交が功を奏しており、中国、ソ連、東欧諸国は参加するか否か明確に表明していなかった。
ところが1987年10月7日に金正日が自ら下した指令により、同年11月29日に大韓航空機爆破事件が発生し、115名が犠牲となった。北朝鮮はこの事件への国家的関与を否定しているものの、社会主義国を含む国際的な批判を受けることとなった。また、旗色を鮮明にしていなかった各国が相次いでオリンピック参加を表明した。
最終的には共催交渉は決裂し、北朝鮮側の拒絶によって、交渉自体が打ち切られた。ボイコットをしたのは、最終的に、先述の通り7か国のみに留まった。
2019年3月31日、当時の機密扱いだった外交文書が公開され、当時のフアン・アントニオ・サマランチIOC会長が、北朝鮮が受け入れないと予想した上で東側諸国に大会参加の口実を与えるために、北朝鮮に南北分散開催について提案したことが改めて確認された。

## 大会マスコット
- ホドリ（虎の子がモチーフ：男の子）
- ホスニ（同：女の子）

1988年10月撮影、ホドリのモニュメント

ちなみに、こぐまのミーシャやイーグルサムと同様、ホドリにも『走れホドリ』というテレビアニメが存在し韓国で製作され、文化放送（MBC）の系列で放送された。ただし前述の2番組とは異なり、平日の10分枠であった。

## 公式主題歌（テーマソング）
- 「Hand in Hand」

英語版と朝鮮語版
を、男女混成コーラスグループ「コリアナ」（日本盤での表記はコリアーナ）が歌唱した。

## ハイライト
テニスと卓球が正式競技として採用され、特にテニスは1924年のパリ五輪以来64年ぶりの復活となった。女子柔道、野球、テコンドーが公開競技としてオリンピックで開催された。女子柔道とテコンドーは初開催、野球は1984年のロス五輪に続いて2度目の開催。また女子柔道、野球は1992年のバルセロナ五輪、テコンドーは2000年のシドニー五輪から正式種目となった。
その後の政治変動のため、ソ連および東ドイツが参加した最後のオリンピックとなった
陸上競技男子100mではベン・ジョンソンのドーピングによる金メダル剥奪が発生し、本大会ではドーピング問題に本格的に注目の集まった初の大会ともいえる。また陸上競技で女子短距離三冠を成し遂げたフローレンス・グリフィス＝ジョイナーは、当時画期的な、鮮やかなメイクやマニキュアで話題となった。

## テレビ放映権の影響
陸上競技の男子100m決勝は9月24日の午後1時30分に設定された。1987～88年の韓国ではサマータイムが採用されていたため、実質的には午後0時30分である。これは、視聴率が見込めるアメリカのプライムタイムに決勝を合わせるための措置であり、この大会からアメリカ国内における夏季オリンピックの独占放映権を獲得したアメリカのテレビ局・NBCが多額の放映権料を支払う見返りだった。その後のオリンピックでも、アメリカとの時差を考慮した競技時間の設定は、たびたび起きている。

## 名残
現在、ソウルオリンピック主競技場が残るほかソウル交通公社4号線東大門歴史文化公園駅のプラットホームでは当時の壁画を見ることができる。なお、松坡区の選手村のあった地区は大会翌年の1989年に「五輪洞（オリュンドン、오륜동）」という地名が制定された。
ソウル地下鉄やその周辺で付けられている駅番号も、同時期から行われたものである。

## 競技会場
主要会場
- 蚕室総合運動場
  - ソウルオリンピック主競技場（開・閉会式、陸上競技、馬術、サッカー決勝）
  - 蚕室第1水泳場（飛込、水球、競泳、近代五種水泳）
  - 蚕室体育館（バスケットボール、バレーボール）
  - 蚕室学生体育館（ボクシング）
  - 蚕室野球場（野球）
- オリンピック公園
  - 蚕室競輪場（自転車競技トラックレース）
  - フェンシング競技場（フェンシング、現SKハンドボール競技場）
  - 体操競技場（体操）
  - オリンピックテニスセンター（現オリンピックホール）
  - オリンピックウエイトリフティング体育館
  - 夢村土城（近代五種ランニング）

その他ソウル市内
- ソウル競馬場（馬術、近代五種馬術）
- 渼沙里漕艇競技場（カヌー、ボート）
- セマウルスポーツホール（バレーボール予選）
- 漢陽大学校体育館（バレーボール予選）
- 奨忠体育館（柔道、テコンドー）
- ソウル大学校体育館（バドミントン、卓球）
- ロイヤルボウリングセンター（ボウリング）
- 東大門運動場（サッカー予選）
- 花郎アーチェリー場（アーチェリー）
- テソン国際射撃場（射撃）

ソウル市外
- 尚武体育館（レスリング）
- 大田ハンバッ運動場野球場（サッカー予選）
- 大邱市民運動場（サッカー予選）
- 釜山九德運動場（サッカー予選）
- 光州無等総合競技場（サッカー予選）
- 水原総合運動場体育館（ハンドボール）
- 城南総合運動場（ホッケー）
- 釜山ヨットセンター（ヨット）
- 統一路（自転車競技ロードレース）

## 実施競技
- 陸上競技
- 水泳
  -  競泳
  -  飛込
  -  水球
  -  シンクロナイズドスイミング
- サッカー
- テニス
- ボート
- ホッケー
- ボクシング

- バレーボール
- 体操
- バスケットボール
- レスリング
- セーリング
- ウエイトリフティング
- ハンドボール
- 自転車競技
- 卓球
- 馬術

- フェンシング
- 柔道
- 射撃
- 近代五種
- カヌー
- アーチェリー
- 野球（公開競技）[27]
- テコンドー（公開競技）
- ボウリング（公開競技）
- バドミントン（公開競技）

## 各国・地域の獲得メダル数

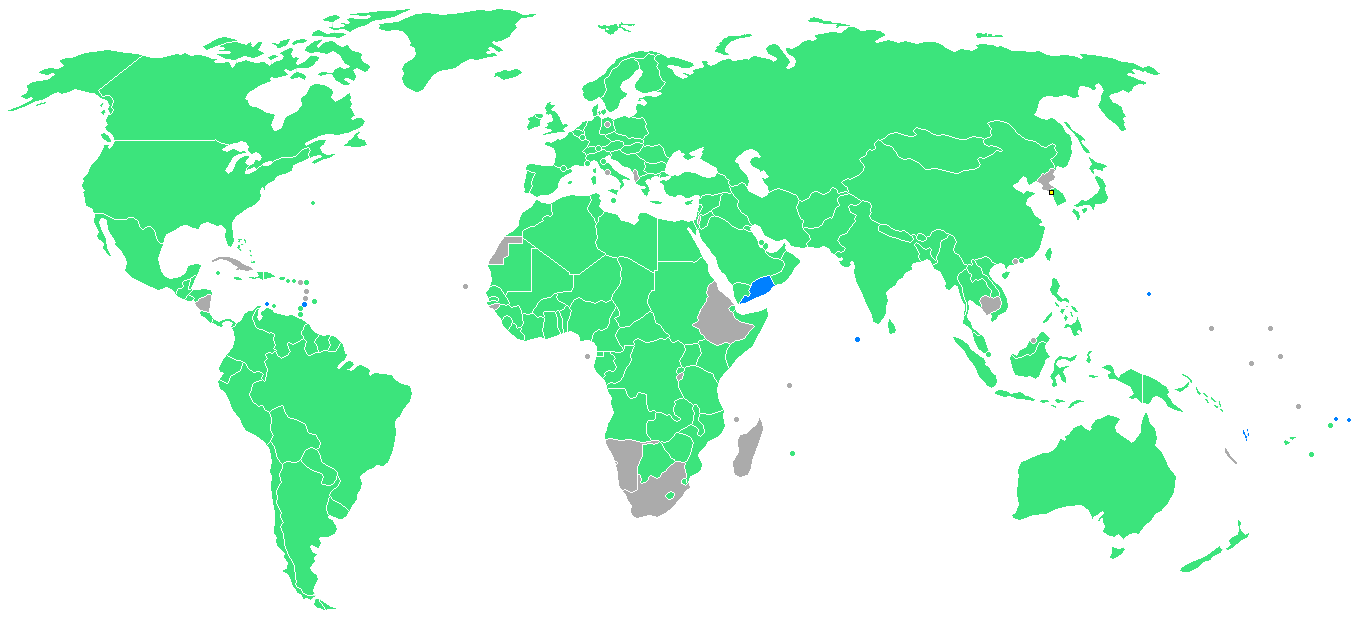
参加国一覧

| 順 | 国・地域       | 金 | 銀 | 銅 | 計  |
| -- | -------------- | -- | -- | -- | --- |
| 1  | ソビエト連邦   | 55 | 31 | 46 | 132 |
| 2  | 東ドイツ       | 37 | 35 | 30 | 102 |
| 3  | アメリカ合衆国 | 36 | 31 | 27 | 94  |
| 4  | 韓国（開催国） | 12 | 10 | 11 | 33  |
| 5  | 西ドイツ       | 11 | 14 | 15 | 40  |
| 6  | ハンガリー     | 11 | 6  | 6  | 23  |
| 7  | ブルガリア     | 10 | 12 | 13 | 35  |
| 8  | ルーマニア     | 7  | 11 | 6  | 24  |
| 9  | フランス       | 6  | 4  | 6  | 16  |
| 10 | イタリア       | 6  | 4  | 4  | 14  |

## 大会に関する問題・トラブル

### 聖火台での鳩焼き疑惑

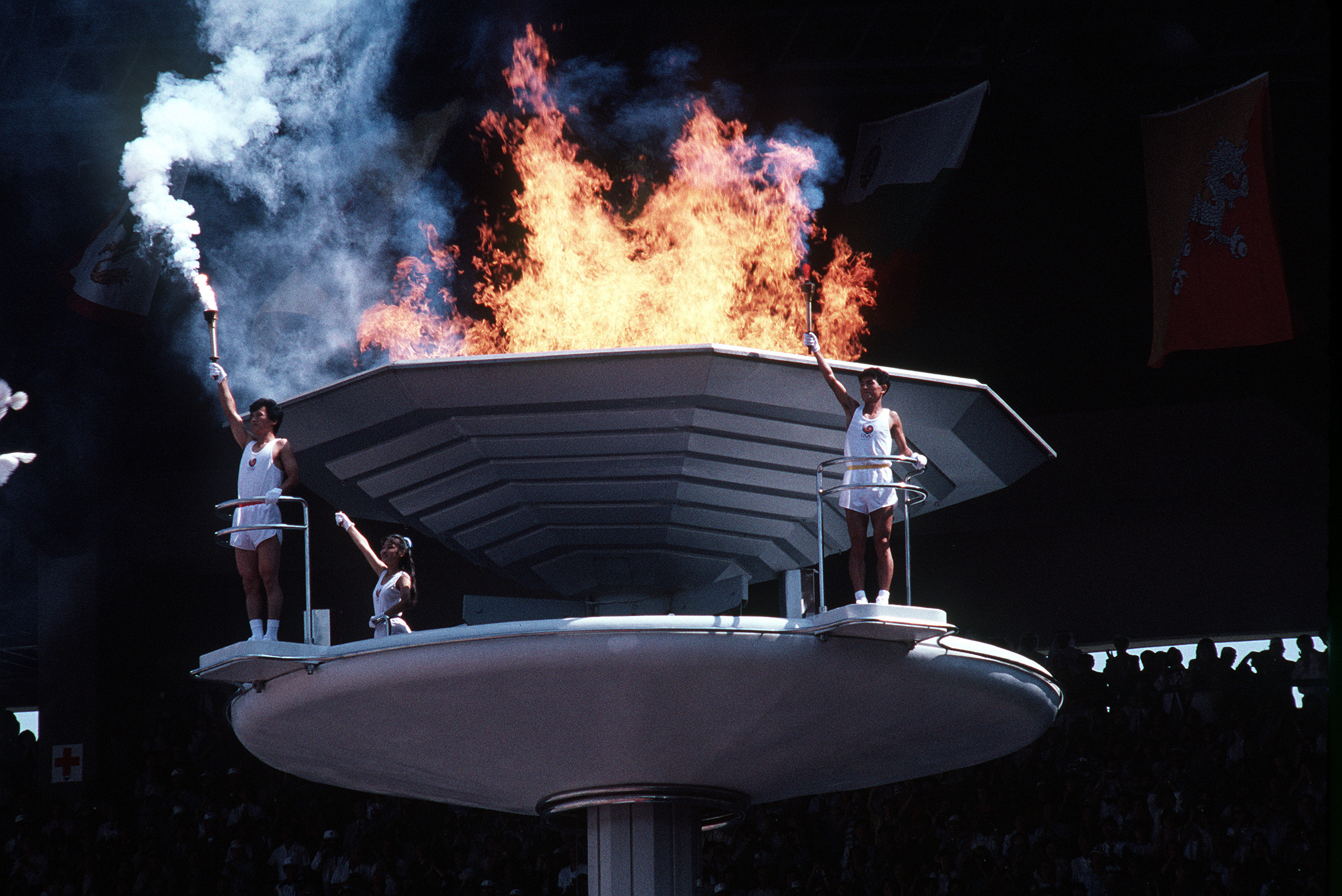
開会式の聖火点灯。

開会式では、飛ばした鳩のうち何羽かが聖火台の上に止まったままで点火の時まで飛ばずにいたので、「焼け死んだのではないか」との指摘が相次いだ。これについて、ソウルオリンピック組織委員長を務めた朴世直（パク・セジク）が「幾人かに確認してみた。すると大方の見方は、点火の直前に飛び去ったということであった。ある実務者は、点火の直前に聖火用の高圧ガスが強く噴出するため、鳩はとても止まっていられないと説明してくれた」と説明した。一部報道では、鳩が聖火台の炎で焼け死んだことは事実とされ、「動物愛護団体が抗議した」と報じられている。アメリカのタイム誌は2012年7月の時点において、本大会の開会式を全世界の目の前で多くの鳥が焼かれたことを理由に「史上最悪の開会式〔複数ある〕」と評してその筆頭に挙げている。
1994年のリレハンメルオリンピックからは、本物の鳩ではなく映像、風船、着ぐるみ、人文字、切り紙、モニュメント等で鳩を表現することが恒例となった。

### ドーピング問題
陸上競技男子100mで、カナダのベン・ジョンソンが前年の世界陸上ローマ大会で自ら出した当時の世界最高記録9秒83を100分の4秒短縮する9秒79の新記録で9秒92だった2位のアメリカのカール・ルイスを数m引き離し優勝した。だが、レース後のドーピング検査でステロイド系の筋肉増強剤であるスタノゾロールの陽性反応が出たことにより、ジョンソンは金メダルを剥奪され、ルイスが繰り上げで金メダルを獲得した。なお、ジョンソンの記録についてはこの大会のもののみにとどまらず、前年記録した9秒83も1989年に取り消された。

### ボクシング問題
ボクシング競技のライトミドル級決勝で、アメリカのロイ・ジョーンズ・ジュニアが地元・韓国の朴時憲から2度のダウンを奪うなど相手を圧倒しながら2-3の不可解な判定で敗れた。記者会見でジョーンズ・ジュニアは「盗まれた金メダルを返してくれ！」と涙ながらに訴えたことから、「盗まれた金メダル事件」として知られるようになった。なお、この事件はアマチュアボクシングの採点システムが変更されるきっかけとなった。
ジョーンズ・ジュニアには、ヴァル・バーカー・トロフィーが与えられた。
この他、韓国の辺丁一とブルガリアのアレクサンダー・クリストフのバンタム級2回戦では4-1の判定でクリストフが勝利したが、この判定を不服とした韓国側が猛抗議を行い、照明の消された真っ暗なリング上では辺が1時間以上にも渡る抗議の座り込みを行った。

## 登場する作品
- 恋のスケッチ〜応答せよ1988〜
  - 2015年～2016年に放送されたtvNのテレビドラマ。1988年の時代背景を再現するためにIOCから映像などの使用許諾を得ており、ソウルオリンピックそのものや大会マスコットのホドリがドラマ内に反映されている。